# Делле, Бирута
Бирута Делле (латыш. Biruta Delle; 17 января 1944, Рига — 24 января 2025, Рига) — советская и латвийская художница.

## Биография
Бирута Делле родилась 17 января 1944 года в Риге в семье рабочего. Окончила Рижскую 2-ю среднюю школу, педагогами были Аусеклис Баушкениекс и Ансис Стунда. По словам Бируты, Ансис Стунда вдохновил ее начать заниматься рисованием. Шесть лет она ходила к нему на уроки в его мансардную мастерскую в Старой Риге.
С 1964 по 1967 год обучалась в Латвийской Государственной художественной академии, где одним из важнейших учителей в ее художественном развитии был Конрад Убанс. С 1975 года член Союза художников.
Умерла 24 января 2025 года в Риге.
В 2013 году был издан альбом работ Бируты Делле, составленный искусствоведом Андой Трейей, в который вошло около 200 репродукций работ художницы.
Про Бируту Делле режиссер Андрей Верхоустинский снял документальный фильм «Делле». В 2021 году фильм получил приз «Большой Кристап» в номинации «Лучшая полнометражная документальная лента». Самой Бируте фильм не понравился, и она была против его выхода на экраны.

## Творчество
Начиная с 1967 года Бирута Делле участвовала в выставках, организовывала персональные выставки в Кулдиге, Юрмале, Риге, Мазирбе, Цесисе, Тукумсе, Смилтене и других городах.
Бирута Делле работала в технике живописи маслом, в жанрах пейзаж, портрет и натюрморт. Картины обычно группировала в циклы работ. Она автор множество пейзажей, наполненных настроением и эмоциями. В фигуральных композициях решаются философские вопросы. Для работ Бируты Делле характерны выраженная игра светотени, деформация образа и вытянутые тени, что придает композициям таинственное, фантастическое, драматическое и даже трагическое настроение.
Искусствовед Дайга Рудзате отмечает «Она раскрыла эмоциональный мир своей сущности при помощи трогательных чудаков. Их хочется пожалеть, но одновременно они пугают, поскольку, хотя и расположены в центре картины, взгляд их направлен мимо, что вызывает в зрителе напряжение и заставляет в принудительном порядке осознать одиночество своего существования. Плоскость картины делает ее мир удивительно живым и дышащим».

## Награды
- Почётная грамота Кабинета Министров Латвии (23 апреля 2024 года)[6]